# Ozarba isocampta
Ozarba isocampta is een vlinder van de familie van de uilen (Noctuidae). De wetenschappelijke naam van deze soort is voor het eerst voorgesteld door George Francis Hampson in een publicatie uit 1910.
De soort komt voor in Ethiopië, Kenia, Namibië, Botswana, Zimbabwe en Zuid-Afrika.